# Blaze Bayley (hudební skupina)
Blaze Bayley Band je anglická heavymetalová skupina založená v roce 1999 Blazem Bayleym, bývalým zpěvákem Iron Maiden a Wolfsbane. Když se v lednu 1999 vrátil do Iron Maiden zpěvák Bruce Dickinson, tak Blaze se vydal na sólovou dráhu a založil v březnu 1999 svojí kapelu s názvem Blaze. Blaze sehnal kytaristu Johna Slatera, bubeníka Jeffa Singera, baskytaristu Roba Naylora a kytaristu Steva Wraye. Zároveň podepsal smlouvu s německým hudebním vydavatelstvím SPV GmbH.

## Blaze (1999 - 2007)
V květnu 2000 vyšlo debutové album s názvem Silicon Messiah, které produkoval Andy Sneap. Druhé, koncepční album Tenth Dimension, vyšlo 21. ledna 2002 a dostalo se mu pozitivní odezvy.
V březnu 2003 vyšlo první živé album As Live as It Gets, po jehož vydání kapelu opustili bubeník Jeff Singer a baskytarista Rob Naylor. Poté přišel nový bubeník Phil Greenhouse, který ale vystupoval jen na koncertech a v kapele byl jen do konce roku 2003.
V dubnu 2004 vychází třetí studiové album Blood & Belief, na kterém hráli nový bubeník Jason Bowld a baskytarista Wayne Banks. Album se zaměřovalo více na emocionální témata než na předchozích albech, která se zabývala hlavně sci-fi tématy. Album bylo také hodnoceno pozitivně.
Po vydání alba Blood & Belief odešel bubeník Jason Bowld a byl nahrazen Davem Knightem.
Během turné v roce 2004 na propagaci alba Blood & Belief odešli všichni členové kapely, kytaristé John Slater a Steve Wray si založili vlastní skupinu s názvem Rise to Addiction a baskytarista Wayne Banks i s bubeníkem Davem Knightem odešli ke zpěvákovi Robinu Gibbovi.
Bayley musel začít v podstatě od nuly a hledat nové hudebníky. V sestavě pro následující turné byli kytarista Oliver Palotai, bubeník Dani Löble, baskytarista Nick Douglas a kytarista Luca Princiotta.
Kytaristé Oliver Palotai a Luca Princiotta byli řádní členové kapely, ale bubeník Dani Löble se na začátku roku 2005 připojil k německé powermetalové skupině Helloween a baskytarista Nick Douglas odešel ke zpěvačce Doro.
Bayley nakonec sehnal nové členy kapely, a to německého bubeníka Daniela Schilda a německého baskytaristu Christiana Ammenna.
Bayley měl v plánu s novou sestavou nahrát páté album, které mělo vyjít v roce 2007, ale v lednu 2007 se s ním celá sestava kvůli finančním záležitostem rozešla. Blaze oznámil po změně sestavy přejmenování skupiny na Blaze Bayley Band (The BBB).

## Blaze Bayley Band (2007- 2011)
V únoru 2007 se do skupiny připojili kytaristé Rich Newport a Nicolas Bermudez, bubeník Rico Banderra a baskytarista Dave Bermudez. Tato nová sestava nahrála v červenci 2007 druhé živé album Alive in Poland. Toto album obsahuje původní písně skupiny i některé písně Bayleyho bývalých skupin Wolfsbane a Iron Maiden.
V listopadu 2007 odešel bubeník Rico Banderra a kytarsista Rich Newport, ke skupině se připojili bubeník Lawrence Paterson a kytarista Jay Walsh.
V červenci 2008 vyšlo šesté album (čtvrté studiové) s názvem The Man Who Would Not Die. Je to první studiové album produkované samotným Blazem a také vydané jeho novou vlastní nahrávací společností Blaze Bayley Recording.
V únoru 2010 vyšlo sedmé album Promise and Terror, které se stalo nejprodávanější sólovým albem Blaze Bayleyho. Album obsahuje velmi různorodé písně. První polovina alba je pozitivnější a optimističtější, druhá polovina temnější. Poslední čtyři písně (Surrounded by Sadness, The Trace of Things That Have No Words, Letting Go of the World, Comfortable in Darkness) jsou o tom, jak se vypořádat s osobními tragédiemi, tyto písně se zabývají ztrátou Bayleyho milované manželky Debbie Hatland, která zemřela v září 2008 na mozkovou mrtvici.
Během turné k propagaci alba Promise and Terror odešel z osobních důvodů bubeník Lawrence Peterson a byl nahrazen italským bubeníkem Claudiem Tirincantim.
Skupina The BBB vyrazila začátkem roku 2011 na krátké evropské turné a měli na něj navázat v květnu 2011 s dalšími koncerty ve Velké Británii. Ale 29. března 2011 Bayley oznámil, že se ze zdravotních a finančních důvodů se skupinou rozešel. Později se ukázalo, že bratři Bermudezové si často kupovali letenky domů do Kolumbie, aby si obnovili víza. Záležitost byla těžká nejen finančně, ale i hudebně. Kapela Blaze Bayley Band musela často shánět hostující hudebníky na poslední chvíli. Kytaristé Nicolas Bermudez, Jay Walsh a baskytarista Dave Bermudez odešli a byli nahrazeni kytaristy Davem Andrewsem, Stevem Deleuem a baskytaristou Nickem Meganckem.

## Blaze Bayley (2011 - dosud)
Bayley 31. března 2011 oznámil, že bude pokračovat jako sólový zpěvák ve spolupráci s různými hudebníky.
26. prosince 2011 Bayley oznámil, že jeho nové album vyjde 8. března 2012.
Koncem roku 2011 odešli všichni členové kapely kromě bubeníka Claudia Tirincantia. Nová sestava byla kytarista Thomas Zjiwsen, baskytarista Lehmann a kytarista Andrea Neri.
8. března 2012 vyšlo osmé album a zároveň první album jako sólového zpěváka s názvem The King of Metal album je věnováno všem fanouškům, kteří Bayleyho podporovali a že bez nich by byla jeho kariéra nemožná.

#### Blaze Bayley a doprovodná kapela Absolva (2013 - 2016)
Bayley oznámil vydání dvojtého CD best of s názvem Soundtracks of My Life jako poctu 30. výročí jeho hudební kariéry, které vyšlo v listopadu 2013. Poté následovalo světové turné. Po první části turné v Jižní Americe představil nové hudebníky pro evropské koncerty. Jsou to členové anglické metalové kapely Absolva z Manchesteru.
S touto kapelou Bayley nahrál DVD Live in Prague, které obsahuje kompletní záznam koncertu evropského turné Soundtracks of My Life plus bonusy ze Slovenska a Německa, poté Bayley s dalšími hudebníky oslavil své 20. výročí k připojení Iron Maiden malým turné s exkluzivním setem.

### Trilogie Infinite Entanglement (2016 - 2020)
V březnu 2016 začal Bayley spolupracovat s novým managementem, Markem Appletonem (nezávislé hudební vydavatelství Rocksector Records) a vyšlo nové album s názvem Infinite Entanglement, po kterém následovalo evropské turné s kapelou Absolva. Nové album bylo inspirováno tématem sci-fi jako byly první dvě sólové alba Bayleyho (Silicon Messiah, Tenth Dimension). Celé album nahrál Blaze s kapelou Absolva a také s dalšími hudebními hosty. Evropské turné 2016 završilo vystoupením na Huskvarna Rock & Art festival ve Švédsku. Poté Blaze absolvoval turné po Latinské Americe a Kanadě.
Endure and Survive, druhé album z trilogie Infinite Entanglement, vyšlo v březnu 2017. Celé album napsali Blaze Bayley, kytarista Chris Appleton a skladatelka Michelle Sciarrotta. Album pokračuje ve sci-fi příběhu a obsahuje stejnou sestavu a stejné hostující hudebníky jako na prvním albu trilogie. 
The Redemption of William Black, třetí album z trilogie Infinite Entanglement, vyšlo v březnu 2018 a pracovali na něm hlavně Bayley a Chris Appleton. 
Během let kapela Absolva doprovázela Blaze na každém světovém turné.
V listopadu 2018 vyšlo akustické album s názvem December Wind s hostujícím kytaristou Thomasem Zwijsenem, který hostoval s Blazem na koncertech v roce 2012.
V březnu 2019 vyšlo dvojité živé album a DVD Live in France, nahrané v Chez Paulette poblíž Nancy ve Francii.
V roce 2019 bylo 25. výročí, kdy se Blaze připojil k Iron Maiden a na oslavu tohoto výročí proběhla řada koncertů na festivalech se setlistem výhradně ze dvou studiových alb s Iron Maiden (The X Factor, Virtual XI). Pro tato vystoupení byl navržen druhý hostující kytarista Luke Appleton z Iced Earth. Nejvýraznější festivaly byly Sweden Rock Festival (Švédsko) a Rock The Coast (Španělsko) 
V dubnu 2020 vyšlo další dvojité živé album a DVD Live in Czech, nahrané v hudebním klubu Melodka v Brně.

### War Within Me a Blazeovo zdraví (2020 - 2023)
V prosinci 2020 Blaze oznámil, že začala předobjednávka studiového alba War Within Me. Toto bylo první plnohodnotné studiové album mimo trilogii Infinite Entanglement po téměř deseti letech. Celé album nahrál a spolupracoval s metalovou kapelou Absolva. Album oficiálně vyšlo 9. dubna 2021 a bylo pozitivně hodnoceno.
V roce 2021 se připojil k Blazeovi druhý kytarista a bývalý hostující kytarista pro turné 2018 a 2019 Luke Appleton, který odešel z metalové kapely Iced Earth.
V březnu 2023 Bayley utrpěl infarkt a jeho budoucí turné bylo následně zrušeno. Poté bylo oznámeno, že podstoupí čtyři bypassy. Náhradní termíny byli oznámeny v červnu 2023 přeložené na podzim.
V polovině června 2023 oznámil evropské turné na příští rok 2024 s názvem Iron Maiden 30th Anniversary Tour.

### Circle of Stone (2024 - dosud)
11. ledna 2024 Blaze oznámil vydání nového alba s názvem Circle of Stone, které vyjde 23. února 2024 a zároveň vyšel první singl se stejnojmenným názvem, kde hostuje zpěvák Niklas Stålvind ze švédské metalové skupiny Wolf.
V dubnu 2025 opustil po dlouhé době Bayleyho kapelu baskytarista Karl Schramm. Jeho místo basisty převzal druhý kytarista skupiny Luke Appleton.

## Členové kapely

### Současná sestava
- Blaze Bayley – zpěv (1999–dosud)
- Chris Appleton – kytary, doprovodné vokály (2013–dosud)
- Martin McNee – bicí (2013–dosud)
- Luke Appleton – baskytara, doprovodné vokály (2021–dosud, host: 2018–2019, 2021–2022), rytmická kytara (2021–2025)

#### Blaze (1999-2007)
- John Slater – kytara (1999–2003)
- Rob Naylor – baskytara (1999–2003)
- Jeff Singer – bicí (1999–2003)
- Steve Wray – kytara (1999–2004)

- Wayne Banks – baskytara (2003–2004)
- Phil Greenhouse – bicí (2003)
- Jason Bowld – bicí (2004)
- Nick Douglas – baskytara (2004–2005)
- Daniel Löble – bicí (2004–2005)

- Christian Ammann – baskytara (2005–2007)
- Daniel Schild – bicí (2005–2007)
- Oliver Palotai – kytara (2005–2007)
- Luca Princiotta – kytara (2005–2007)

#### Blaze Bayley Band (2007-2011)
- Rich Newport – kytara (2007)
- Jay Walsh – kytara (2007–2010)
- Rico Banderra – bicí (2007)
- Lawrence Peterson – bicí (2007–2010)
- Nicolas Bermudez – kytara (2007–2011)
- Dave Bermudez – baskytara (2007–2011)
- Claudio Tirincanti – bicí (2010–2011)

#### Blaze Bayley (2011-současnost)
- Claudio Tirincanti – bicí (2011–2012)
- Dave Andrews – kytara (2011)
- Steve Deleu – kytara (2011)
- Nick Meganck – baskytara (2011)
- Thomas Zwijsen – kytara (2012, 2018)
- Andrea Neri – kytara (2012)
- Lehmann – baskytara (2012)
- Karl Schramm – baskytara, doprovodné vokály (2013–2025)

## Diskografie

### Blaze
- Silicon Messiah (2000)
- Tenth Dimension (2002)
- Blood & Belief  (2004)

### Blaze Bayley Band
- The Man Who Would Not Die (2008)
- Promise and Terror (2010)

### Blaze Bayley
- The King Of Metal (2012)
- Infinite Entanglement (2016)
- Endure and Survive – Infinite Entanglement Part II (2017)
- The Redemption of William Black – Infinite Entanglement Part III (2018)
- War Within Me (2021)
- Circle of Stone (2024)